# النقل في الفاتيكان

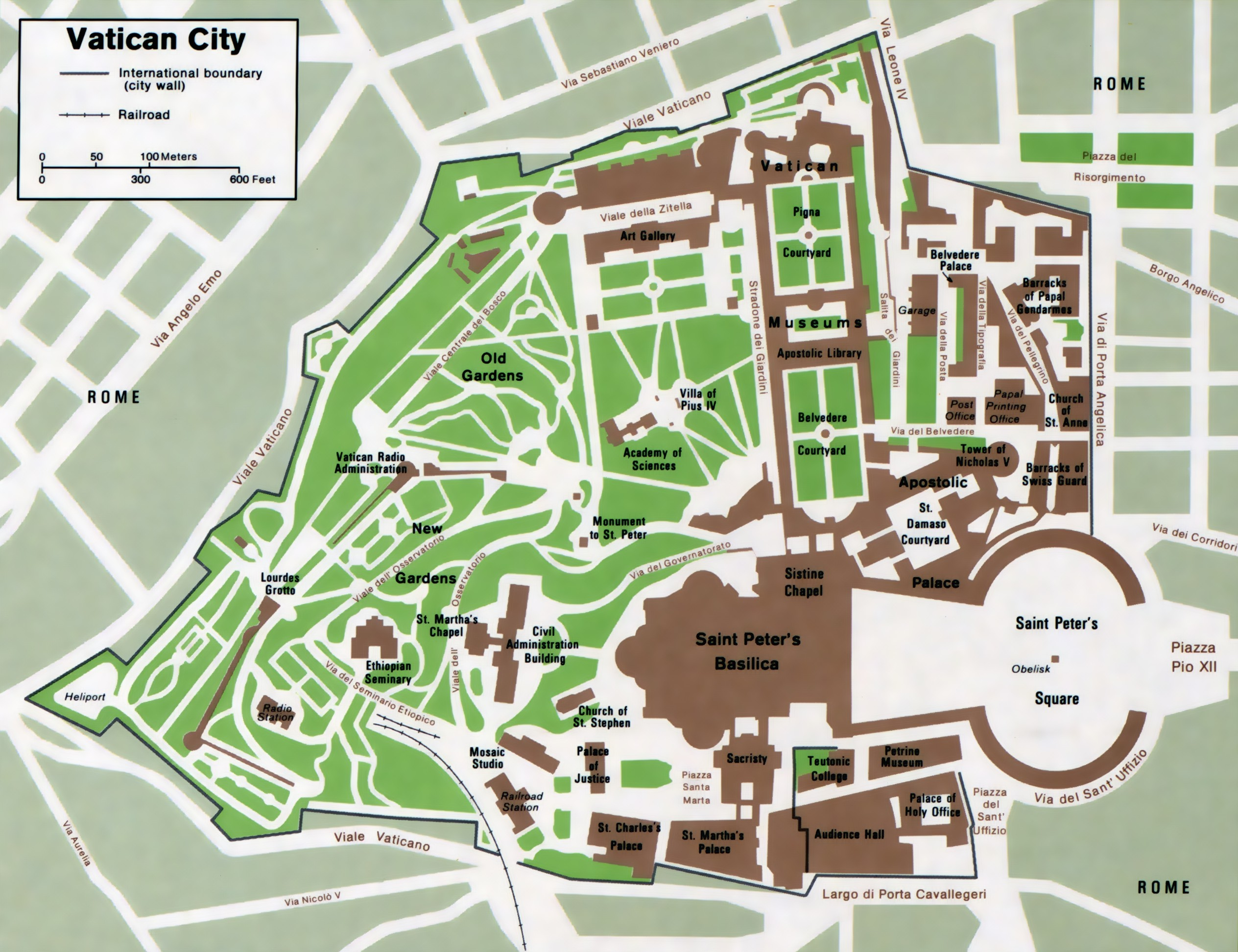
خريطة مدينة الفاتيكان

نظام النقل في مدينة الفاتيكان، وهي دولة يبلغ طولها 1.05 كم (0.65 ميل) وعرضها 0.85 كم (0.53 ميل)، هو نظام نقل صغير بدون مطارات أو طرق سريعة. لا يوجد مواصلات عامة في الدولة. تستخدم مهبط الطائرات العمودية والسكك الحديدية القصيرة في المناسبات الخاصة فقط. يمشي معظم الزوار من محطة حافلات أو قطار إيطالية قريبة أو موقف سيارات. ونظرًا لمتوسط سرعة المشي البالغة 3.6 كم/ساعة (2.2 ميل في الساعة)، يمكن عبور مدينة الفاتيكان في 20 دقيقة أو أقل. وبالتالي، يتكون جزء كبير من البنية التحتية في الفاتيكان من ساحة القديس بطرس نفسها والممرات في البازيليكا والمباني المحيطة والممرات خلفها وبينها. يقع مهبط مروحيات الفاتيكان في الزاوية الغربية من الدولة المدينة، ويُستخدم فقط لمسؤولي الكرسي الرسولي والزوار الرسميين.

## النقل الجوي
يخدم مدينة الفاتيكان مهبط مروحيات واحد، والذي يستخدمه الزوار الرسميون في بعض الأحيان. لا يوجد مطار عام ويمكن للزوار استخدام مطاري روما: مطار فيوميتشينو ومطار شيامبينو.
يقع مطار فيوميتشينو، الذي تم إنشاؤه في ستينيات القرن العشرين، على بعد حوالي 30 كيلومترًا من مدينة الفاتيكان وهو البوابة الدولية الأساسية إلى روما. مطار شيامبينو، كان في الأصل مطارًا عسكريًا، وكان بمثابة مطار مدني منذ سبعينيات القرن العشرين ويقع على بعد حوالي 20 كيلومترًا من مدينة الفاتيكان. يرتبط كلا المطارين بالفاتيكان مع خيارات نقل متنوعة.

## النقل بالسكك الحديدية

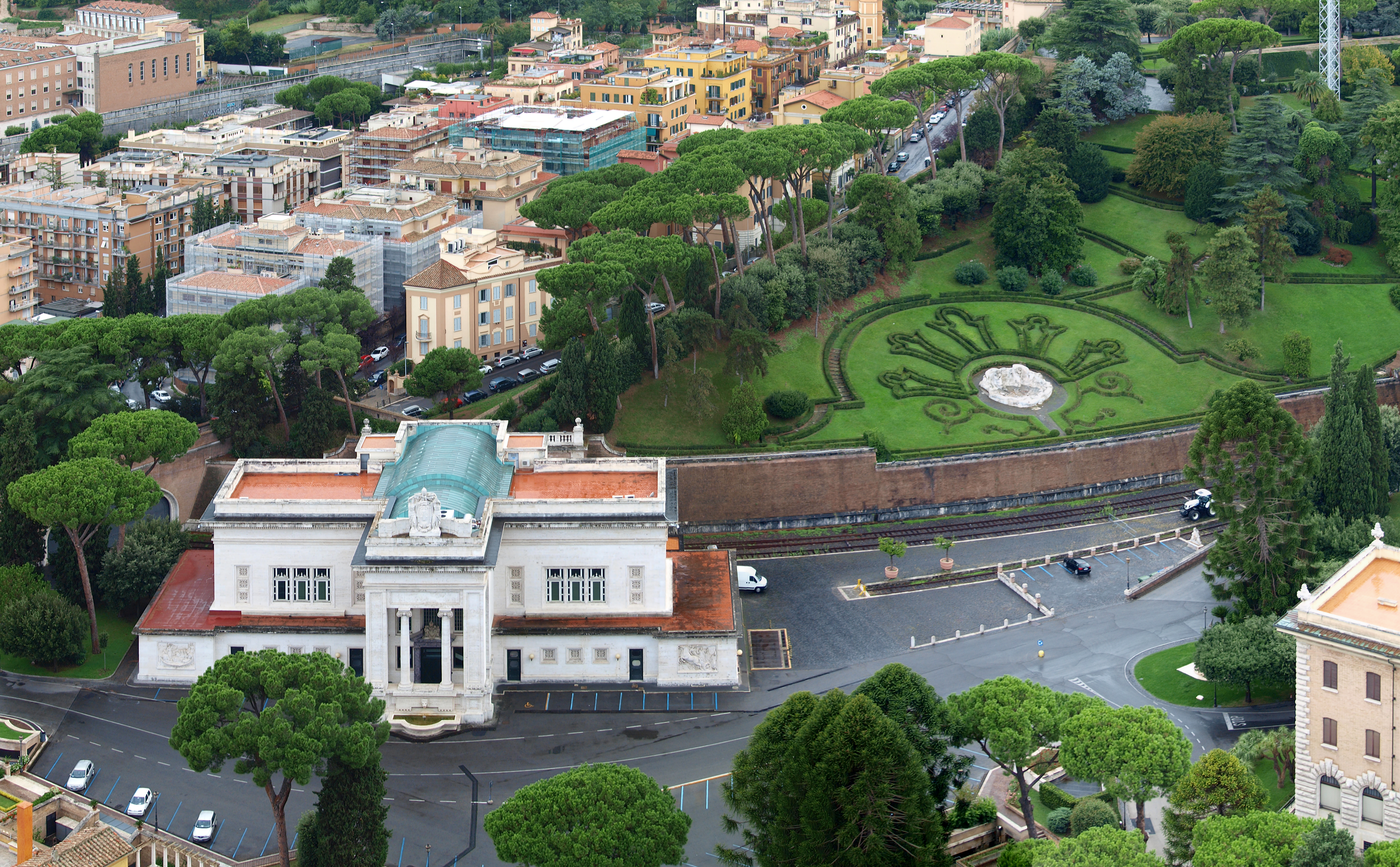
محطة قطار مدينة الفاتيكان

يمكن الوصول إلى مدينة الفاتيكان بالقطار من خلال المحطات القريبة. أقرب محطة قطار إلى مدينة الفاتيكان هي محطة روما سان بيترو، التي تقع خارج أسوار الفاتيكان. تخدم هذه المحطة خط القطار الإقليمي FL5 وتتصل بمحطة روما تيرميني ومواقع أخرى في روما، بالإضافة إلى مدينة تشيفيتافيكيا الساحلية. تخدمها أيضًا الخط الأول من مترو روما، مع محطات أوتافيانو وسيبرو-موسي فاتيكاني التي تقع على بعد عشر دقائق سيرًا على الأقدام من المدينة الدولة. تخدم محطة الترام ريسورجيمنتو / سان بيترو أيضًا منطقة الفاتيكان على مسار الترام رقم 19.

## النقل البري

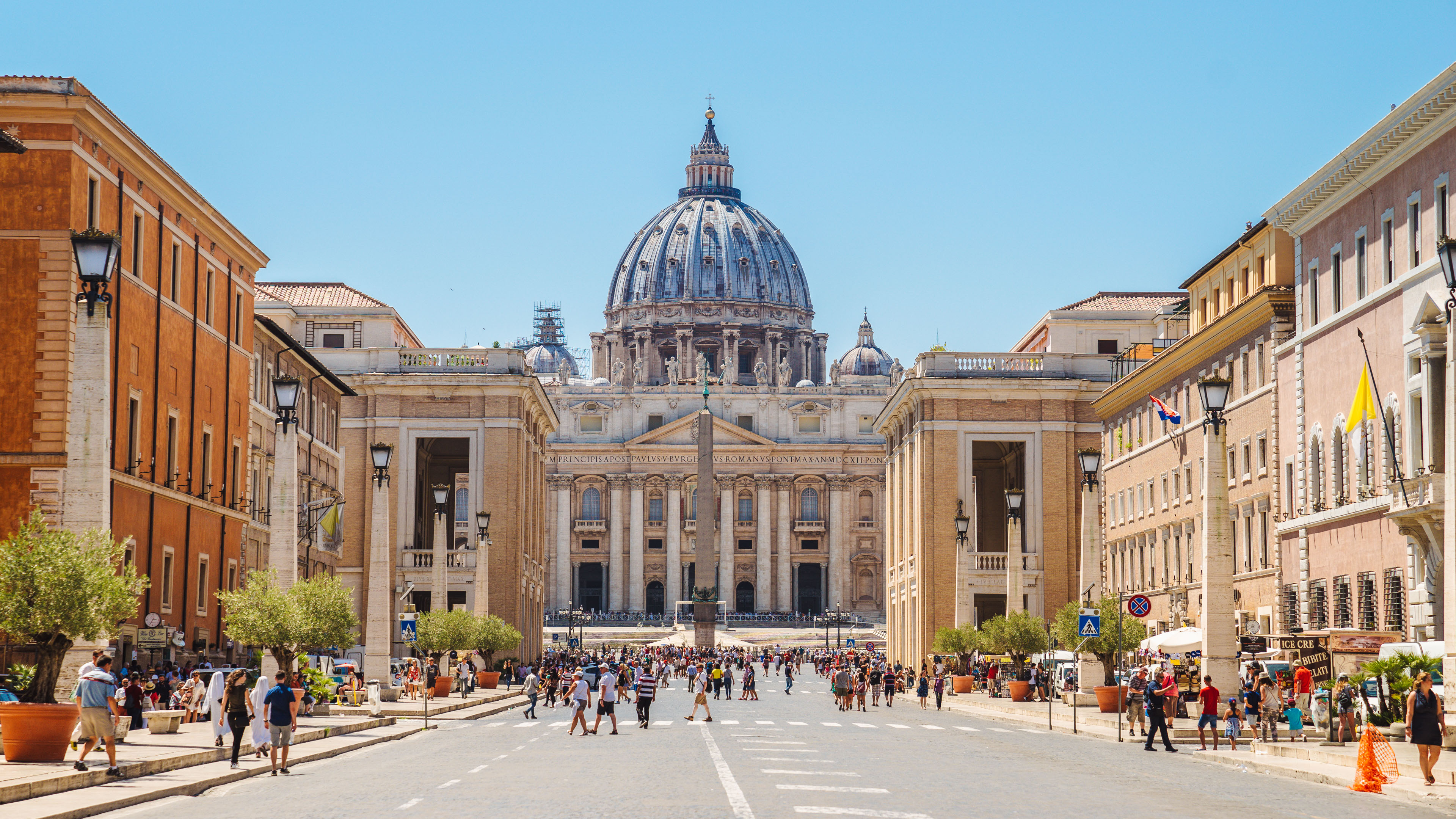
هدم موسوليني المساكن والكنائس التي تعود إلى العصور الوسطى لإنشاء طريق ديلا كونسيليزيوني المؤدي إلى ساحة القديس بطرس.

تخدم المنطقة شبكة النقل العام الواسعة في روما، بما في ذلك الحافلات وسيارات الأجرة والنقل الخاص.  تمر حافلات أتاك، مثل الحافلة رقم 40 (التي تربط محطة روما تيرميني بساحة بيا بالقرب من كاتدرائية القديس بطرس) والحافلة رقم 64 (التي تربط وسط روما بمحطة سان بيترو)، بالقرب من مدينة الفاتيكان.  كما تتوفر وسائل نقل أكثر مباشرة، وسيارات أجرة مرخصة، ووسائل نقل خاصة بسهولة في جميع أنحاء روما.